# Paul Leloir
 (mars 2025).
Paul Leloir, né le 15 avril 1907 à Cambrai et décédé le 15 mai 1992 dans la même ville, est un homme politique français.